# 遠古幽暗的紀年
《遠古幽暗的紀年》（英語：Chronicles of Ancient Darkness）是英國作家米雪兒·佩弗的一部系列歷史奇幻小說，也是她的第一部兒童讀物。
故事敘述了年輕時的托瑞克（Torak）和他的朋友芮恩（Renn）及狼（Wolf）的冒險經歷。其主要內容圍繞著托瑞克（Torak）如何追逐並擊敗食魂者（Soul Eaters）展开。食魂者是一群企圖消滅森林中所有生命的魔法师。佩弗將其簡單地稱為“一個單一的故事：關於托瑞克發現自己和他的世界”。
本書故事設定於6000年前石器時代的史前歐洲。主角托瑞克（Torak）獨自一人生活，然后遇到了一隻孤獨胆小的幼狼。主角發現自己可以與狼溝通（因为他在嬰兒时期曾在狼窩裡待了大約三個月）。不久他们遇到渡鴉氏族一個名叫芮恩的女孩，與她成為朋友。芮恩在整個系列中都為他們提供幫助。托瑞克（Torak）與芮恩（Renn）和狼（Wolf）在一起的任務是擊敗食魂者（Soul Eaters），他們曾是各氏族的魔法师，但後來變邪惡，並且試圖控制森林。

## 主要角色

#### 托瑞克（Torak）
本系列主角，是一個十二歲性格天真，具防衛心和好奇心的男孩。隨著劇情發展，他獲得“靈魂行者”等多個稱號，並得知已故父親曾是“食魂者”的一員。因此这个稱號帶來的大量苦楚，主角渴望終結食魂者們及其所帶來的邪惡。

#### 芮恩（Renn）
渡鴉氏族領袖芬·肯丁的姪女，比托瑞克小一歲，是位堅韌勇敢的女孩，其射箭技術頂尖。儘管天生具有魔奇術師的特質，但本人相當排斥，反而希望成為一名獵人。與哥哥荷德（Hord）關係不好。

#### 狼（Wolf）
托瑞克的引導者與狼群兄弟，因洪水關係，導致牠為狼族一家僅存的一員。在整個系列中，牠都和主角一行人行動。在寫作方面，作者給予牠以較特殊的用詞來看待人事物，例如：將火稱為“亮獸”、“無尾”指人類、河流則是“很急的濕”等。

#### 芬·肯丁（Fin-Kedinn）
受眾氏族尊敬的渡鴉氏族領袖。不會將感情显露于臉上。小時候與托瑞克的父親是朋友。狼稱其為“領導渡鴉的狼”，因為他有狼的習性，例如：睡覺時間很短很淺。

#### 食魂者（Soul Eaters）
原為部分氏族的魔法師。在很多年前，剛開始他們自稱“治療者”密會，自欺欺人地認為他們只是想做善事，諸如治療生病的人、阻止厲鬼侵擾。後來日漸邪惡，開始爭權奪利。他們利用“火焰蛋白石”來製作、驅使厲鬼。成員共有七人，分別是水獺族（行者:納蘭德）、海豹族（田瑞斯）、狼族（托瑞克的父親）、蝙蝠族（妮芙）、蛇族（舍絲露）、橡樹族（泰亞茲）及鷹鶚族（歐斯特拉）。

#### Fa
托瑞克的父親當初是為了幫助人們才加入食魂者。後來發現其野心，引起一場大火，將食魂者們打散。

#### 荷德（Hord）
芮恩的哥哥，因在不知情的情況下幫助田瑞斯捕捉一頭熊，而田瑞斯將熊當作厲鬼的宿主，進而去傷害其他氏族，他為此感到內疚。在得知主角的預後，一直認為要獻上主角的血給世界靈，才能消滅惡熊。最後，他尾隨著托瑞克來到了世界靈所在的聖山，並試圖殺死他，但未遂。最終他和熊因世界靈造成的雪崩而死。

#### 貝爾（Bale）
海豹族的少年，於第二部《靈魂行者》中登場。最初主角因違反海洋氏族律法而被他及同伴帶到海豹島去受審，但後來成為了朋友。

## 名詞解釋
納路亞克，宿有強烈靈魂的物體。
世界靈，各氏族對最高神的尊稱。
魔奇師，各氏族中類似巫醫的角色，人人畏懼，地位有時高於氏族領袖，擁有治療、預知等能力。
托卡若思，喪失靈魂的孩童，是食魂者將小孩當作宿主，並利用火焰蛋白石的力量，將厲鬼封進去。
火焰蛋白石，擁有美麗紋路的石頭，具有強大的力量，被食魂者用來製造及驅使厲鬼。

## 故事系列

### 狼兄弟（Wolf Brother）
故事發生在公元前6000年的森林裡，書中人物是一群勇敢的狩獵者。有一天，森林中出現了一隻魔熊，年方12歲的男孩托瑞克眼見父親慘死魔熊的厲掌之下。父親臨終前告訴托瑞克，他必須把魔熊引到「世界靈」聖山的山頂上，懇求世界靈的協助，才能消滅邪惡的意志。面對各族之間流傳的「傾聽者」預言，托瑞克唯一能信賴的夥伴只有旅途上認識的小狼，他的「狼兄弟」。

### 心靈行者（Spirit Walker）
森林裡響起一聲尖叫。他一動也不動。那不是母狐的嗥叫，也不是山貓在求偶。那個叫聲是人。或者至少曾經是人。托瑞克不禁毛骨聳然，看著樹林之間的燈光慢慢暗下…… 托瑞克是一個與世隔絕的男孩。他可以和狼說話。他必須消滅那匹作惡多端的「食魂者」，至死方休。
當「無暗之月」高懸在空中，各氏族間爆發了不知名的惡疾。森林裡漫延著恐懼。夏日的芬芳竟成毒氣。沒有人知道原因何在??能找到藥方的人只有托瑞克。為了尋找答案，他渡海來到海豹族的神秘群島。在此，托瑞克即將迎戰一個暗敵我明的威脅，並將揭發一個改變他人生的背叛。 《心靈行者》這個引人入勝的故事乃是關於伙伴、出賣與奉獻。它將帶領讀者進入深邃過往的靈異世界，繼續《狼兄弟》未完的旅程。

### 食魂者（Soul Eater）
大雪紛飛的冰河之旅中，「狼」被數名恐怖的神秘人物捉走了！ ──他們就是傳說中的食魂者！ 一群遊走瘋狂邊緣的食魂者，欲以九個偉大獵者的鮮血、九條純潔無瑕的靈魂、黑暗血腥的獻祭開啟異世界之門：恐怖即將籠罩大地，白日不再降臨，無數厲鬼橫行人間，生靈活物無一倖免…… 同時，食魂者在托瑞克身上，留下了象徵邪惡的印記，他靈魂深處的黑暗種子何時會甦醒？靈魂行走之時，他是否會再度迷失自我？面對這個氣味已經變得陌生的無尾兄弟，「狼」能夠看穿托瑞克的靈魂，認出他的內心嗎？ 托瑞克與芮恩必須克服內心的黑暗、恐懼，面對自己肩負的重大使命，擅用與生俱來的特異能力，依靠對彼此的信賴和默契，才能擊退邪惡的食魂者、救出他們最好的朋友「狼」！

### 放逐者（Outcast）
信任，是對抗黑暗唯一的武器。
秘密再也藏不住了：托瑞克胸前的食魂者印記被族人發現，因此遭到放逐，獨自流亡──甚至連最好的夥伴芮恩以及生死與共的狼，都和托瑞克分道揚鑣……這次，他必須一人對抗陰險的蛇族魔奇師……
斧頭湖中，有水瀨族人前來追殺，隱匿人不斷偷襲，還有蛇族魔奇師的誘惑與心靈操控；托瑞克在孤立無援、瀕臨崩潰的情況下，要如何重拾夥伴與族人的信賴？絕望之際，他意外得到了渡鴉的幫助，卻使「狼」更加不信任他──托瑞克該怎麼辦？
放逐者，一個沒有氏族的人，一個沒有朋友的人。然而，唯有獨自走過這一趟黑暗之旅，才能獲得內心真正的力量！

### 違誓者（Oath Breaker）
托瑞克繞著火走，泰亞茲跟在後面：慢慢地，他抽出鞭子，一如山貓玩弄旅鼠那般，玩弄他的獵物，托瑞克累極了，他再也撐不下去。當托瑞克還是放逐者的時候，他是別人獵捕的對象，九個月後，他成了獵人，也就在這時，他立誓要為最好的朋友復仇。
在罪惡感與悲痛的煎熬中，他尾隨兇手進入森林深處，就在那裡，世界靈化身成頭長鹿角的高大男人，悄悄行走在隱祕的山谷之間，然而森林的心腐壞了，因為森林氏族一個個受制於食魂者的謊言。來到這裡，托瑞克勢必得面臨大火、戰爭，以及強大的邪惡。

### 獵魂者（Ghost Hunter）
她的叫聲，將撕下你骨髓裡的靈魂，她用三叉耙困住他們，將他們大口吞下，歐絲特拉是個名副其實的食魂者。冬天了，靈魂之夜即將到臨，鷹鴞族魔奇師歐絲特拉令氏族們恐懼萬分。
托瑞克必須離開森林，前往幽魂山找出她的巢穴，芮恩面臨了痛苦的決定。他們最忠實的狼群兄弟──狼──不得不克服錐心刺骨的悲痛。在與黑暗勢力的最後一戰中，托瑞克將做出石破天驚的抉擇。

## 外部連結
- 作者網站 （页面存档备份，存于）